# 高浩平
高浩平（1917年3月—1968年），原名高号平，河北省新河县人。中国人民解放军空军开国大校。曾任中国人民解放军空军第四军政治部主任、南京军区空军政治部副主任。

## 生平
1933年参加中国共产党，在天津组织学生运动。1938年1月参加山西新军。1943年任八路军第一二九师第三八六旅兼太岳军区第二军分区下属的第16团政治处主任。1943年10月随第十六团调陕甘宁边区，十六团在府村川（今属甘泉县道镇）一带开展大生产。1944年春在陕西省富县黑水寺（今属张家湾镇）组成新编第4旅。1948年2月任晋绥军区补训团编为的新四旅第三团政委。1948年5月西府战役突围时，三团政委高浩平、副团长夏益善指挥掩护旅后勤大行李转移。后任师政治部主任。
1952年1月，中国人民解放军第六军第十七师政委袁学凯、副师长李凤友、副政委高浩平、政治部主任黄继甫等1481人奉命从新疆调兰州组建西北军区空军部队。1957年6月至1959年6月任中国人民解放军空军第四军政治部主任。1959年6月任南京军区空军政治部副主任，文革初期分管“支左”。1968年3月受杨余傅事件牵连被打倒，4月29日中共中央、国务院、中央军委、“中共文革”电报：南空江腾蛟、王绍渊、高浩平停职检查，在空军办的第一期师以上干部学习班因胃大出血病逝。